# 서경 (책)

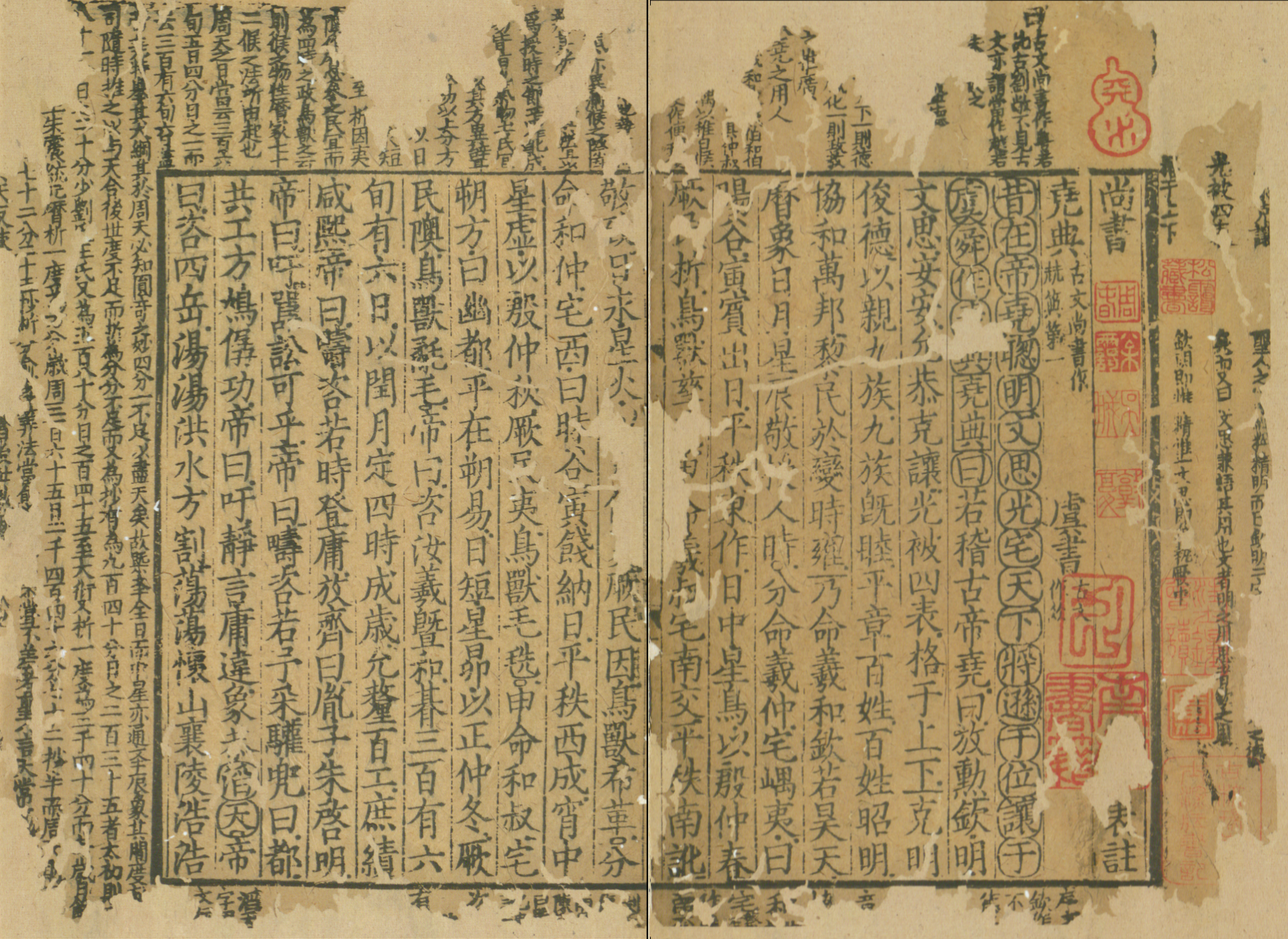

《서경(書經)》은 중국 유교의 3경 혹은 5경(五經) 가운데 하나로, 《상서(尙書)》라고 불리기도 한다. 크게 《우서(虞書)》·《하서(夏書)》·《상서(商書)》·《주서(周書)》 4부로 나뉘는데 각각 요순시대 · 하나라 · 은나라(상나라) · 주나라와 관련된 각종 기록을 싣고 있다.
본격적인 역사서는 아니지만 여러 기록을 담고 있어 중국에서 가장 오래된 역사서로 취급하기도 한다. 특히, 주나라의정치철학을 상세하면서도 구체적으로 말한 제일 자료로 평가한다. 진실 공방은 있지만 공자가 편찬하였다고 전해진다. 사실 내용도 텍스트 비평 등 진위 공방은 있다.
전국시대에는 공문서라는 의미로 《서(書)》라고 했다. 이후, 유학을 숭상하고 통치 이념으로 삼았던 한나라 시대에서, 당시의 유학자들은 존중하고 숭상해야 할 고대의 기록이라는 뜻에서 《상서(尙書)》라고 하였다. 혹은 상(尙)은 상(上)을 뜻한다고 보아 "상고지서(上古之書, 상고시대의 공문서)"의 의미로 해석하기도 하였다. 송나라 시대에는 유교의 주요 경전인 5경(五經)에 속한다는 뜻에서 《서경(書經)》이라고 불렀다.
《서경》 판본은 크게  《금문상서(今文尙書)》와 《고문상서(古文尙書)》가 있다. 신나라(新, 8년 ~ 23년) 왕망(王莽) 때 유흠(劉歆, ? ~ 23년)이 새로운 판본인 《고문상서》를 들고 나옴에 따라, 기존의 판본인 《금문상서》를 지지하는 금문가(今文家)와 새로운 판본인 《고문상서》를 지지하는 고문가(古文家) 사이에 금고문 논쟁(今古文論爭)이 치열하게 전개되었다. 현존하는 판본은 《위고문상서》와 《칭화대본 죽간상서》가 있다.

## 개요
《서경》은 요임금(堯, 기원전 2356년? ~ 기원전 2255년?)부터 주나라(기원전 1046년? ~ 기원전 256년) 시대까지 요(堯) · 순(舜)의 2제와 우왕(禹王) · 탕왕(湯王) · 문왕(文王) 또는 무왕(武王)의 3왕들이 신하에게 당부하는 훈계와 군왕이 백성에게 내린 포고와 명령, 군왕에게 올린 신하의 진언, 전쟁을 앞두고 백성과 장병들에게 한 훈시, 대신들 사이의 대화 등을 담고 있다.
《서경》은 서약(誓約)하는 글인 "서(誓)"와 고시(告示) 또는 포고(布告)하는 글인 "고(誥)"가 주가 되어 있다. 그 중에서도 전형적인 것들로는 다음의 것들이 있다.
- 반경(盤庚): 은나라 시대의 고시문(告示文)을 주나라 사람이 추기한 것
- 목서(牧誓): 주나라 무왕의 서약문(誓約文)
- 낙고(洛誥): 주나라 때의 고시문
- 강고(康誥): 주나라 때의 고시문
- 주고(酒誥): 주나라 때의 고시문

이들 중 〈목서(牧誓)〉에서 주나라 무왕은 "지금 저 발(發)은 공손히 하늘의 벌을 행하고자 합니다(今予發惟恭行天之罰 · 금여발유공행천지벌)"라고 말하고 있는데, 《서경》의 글들은 모두 이와 같이 조상신(祖上神) 혹은 상제(上帝)에 대한 신앙이나 노예 사회에서의 왕의 권력을 보여주는 무겁고 엄격한 색조(色調)로 일관되어 있다.

## 성립
《서경》은 3000편이 있었다고 하지만 전해지는 것은 고문(古文) 25편, 금문(今文) 33편 등 58편에 불과하다. 진시황의 분서갱유(焚書坑儒)로 원본이 소실된 것으로 전해지기 때문이다.
고문상서(古文尙書)는 한나라 경제 때 노나라의 공왕(恭王)이 공자의 옛 집을 허물다 벽에서 발견했다는, 춘추시대의 문자체(진(晉)나라의 문자)로 씌여진 고본을 말하고, 금문상서(今文尙書)는 한나라 문제 때, 과거 진(秦)의 박사를 지냈고 상서에 정통했던 복생(伏生)의 구술을 조조(晁錯)가 당시 통용되던 예서로 정리한 것이다. 사정이 이런 만큼 고문상서와 금문상서는 별차이가 없었다고 하나 이후 금문학파와 고문학파로 나뉘어 전수되었다. 고문상서는 동한 광무제 때 무성편이 서진 말기에 나머지 15편이 전부 없어졌고, 현재는 위고문상서만이 전해지고 있다.

### 청나라 시대부터 가짜로 받아들여진 진나라의 위조 경전
공안국의 위고문상서는 동진 원제때 매색(梅賾)이라는 사람이 위고문상서를 조정에 바쳐진 후 청나라 때까지 천여 년 동안 진짜로 받아들여졌다. 현재 전해지는 고문상서는 공안국 혹은 매색의 위고문상서이다.
현행본 58편 가운데 이르바 '오고'라고 일컫는 대고, 강고, 주고, 소고, 낙고와 금등, 자재, 다사, 다방 등이 서경 가운데에서 가장 먼저 성립이 된것으로 주나라 초기의 기록이라고 한다. 오고는 문체가 가장 난해하여 더 고대의 것으로 생각한다. 그러나 내용상으로 볼때 고요모에는 사상적으로 노장철학과 유가철학이 분화되지 않은 것도 옅보여 고오가 가장 오래되었다는 점에 의문을 표시하는 경우도 있다.

## 구성
《서경》은 모두 58편으로 이루어져 있는데, 그중 33편을 금문상서(今文尙書)라 부르고 나머지 25편을 고문상서(古文尙書)라 한다. 금문상서는 원래 29편이었지만 일부를 분할하여 편수가 늘어났다. 대부분의 학자들은 이것을 BC 4세기 이전에 작성된 진본으로 생각하고 있다.
고문상서는 원래 16편으로 구성되어 있었지만 오래전에 소실되었다. 4세기에 나타난 모작은 원본의 제목을 붙인 16편에 9편을 더하여 모두 25편으로 이루어져 있다.
처음의 5편은 중국의 전설적인 태평시대에 나라를 다스렸다는 유명한 요(堯)·순(舜)의 말과 업적을 기록한 것이다. 6~9편은 하나라(夏, 기원전 2205년경 ~ 기원전 1766년경)에 대한 기록이지만 역사적으로는 아직 명확히 밝혀지지 않고 있다.
그 다음 17편은 은나라의 건국과 몰락(기원전 1122년)에 대한 기록인데, 은나라의 멸망을 마지막 왕인 주왕이 타락한 탓으로 돌리고 있다. 주왕은 포악하고 잔인하며 사치스럽고 음탕한 인물로 묘사되어 있다.
마지막 32편은 기원전 771년까지 중국을 다스렸던 서주에 대해 기록하고 있다.

## 가치
《서경》은 중국 역사서의 효시로 후대의 《사기》와 《한서》같은 본격적인 정사는 아니지만 중국 고대사의 원천이 되는 책이다. 서경의 기록은 사관에 의해 쓰여진 부분이 많아 사료로서 가치가 높다.
서경은 중국 고대 사상의 뿌리로 유가의 덕치주의, 도가의 무위이치, 묵가의 숭검비명, 법가의 법치주의 등의 사상을 포괄하고 있다.
또 서경의 내용과 언어 특징은 은주 시대의 갑골 그리고 청동기에 적힌 글을 해석하는 데 도움이 되고 제작연대를 밝히는 데 결정적인 역할을 한다.

## 칭화전국간의 상서
2006년 홍콩의 유물시장에 나타나, 2008년 중국 칭화대 졸업생 자오웨이궈(趙偉國)가 기증한 전국시대 죽간들(칭화전국간)은 대다수가 서적류로, 중국의 전통적인 분류 체계 중에서 '경'과 '사'에 해당하는 문헌들로 추정된다. 이 중에는 20편 이상의 상서류 문헌이 포함되어 있으며 고문상서에 해당한다. 이 상서류 문헌들은 현전하는 상서와 일주서와 유사한 문헌, 이전에는 전혀 발견되지 않은 문헌들도 포함하고 있다. 또 위고문상서의 〈열명〉, 〈함유지덕〉과 편명은 대응하나 내용은 전혀 다른 〈부열지명〉, 〈윤고〉가 발견되어 이 위고문상서의 성립 연구에서도 도움이 될 것으로 보인다.

## 같이 보기
- 공묘

## 참고 문헌
- 이 문서에는 다음커뮤니케이션(현 카카오)에서 GFDL 또는 CC-SA 라이선스로 배포한 글로벌 세계대백과사전의 내용을 기초로 작성된 글이 포함되어 있습니다.